# دونت ليف مي ناو
«دونت ليف مي ناو» (بالإنجليزية: Don't Leave Me Now)‏ هي أغنية لفرقة البروغريسيف روك الإنجليزية بينك فلويد.